# 洛雷恩 (堪薩斯州)
洛林（英語：Lorraine）是一個位於美國堪薩斯州埃爾斯沃思縣的城市。

## 地方資料
根據2020年美國人口普查的數據，洛林的面積為0.65平方千米，當中陸地面積為0.65平方千米，而水域面積為0.00平方千米。當地共有人口137人，而人口密度為每平方千米210.77人。